# ريو ساكاكيبارا
ريو ساكاكيبارا (باليابانية: 榊原諒؛ بالكانا: さかきばら りょう) هو لاعب كرة قاعدة ياباني، ولد في 4 أغسطس 1985 في تاكاهاما في اليابان.

## وصلات خارجية
- ريو ساكاكيبارا على موقع الدوري الياباني لكرة القاعدة (الإنجليزية)
- ريو ساكاكيبارا على موقعبيزبول رفرنس.كوم (الدوري الثانوي) (الإنجليزية)